# Cribbage

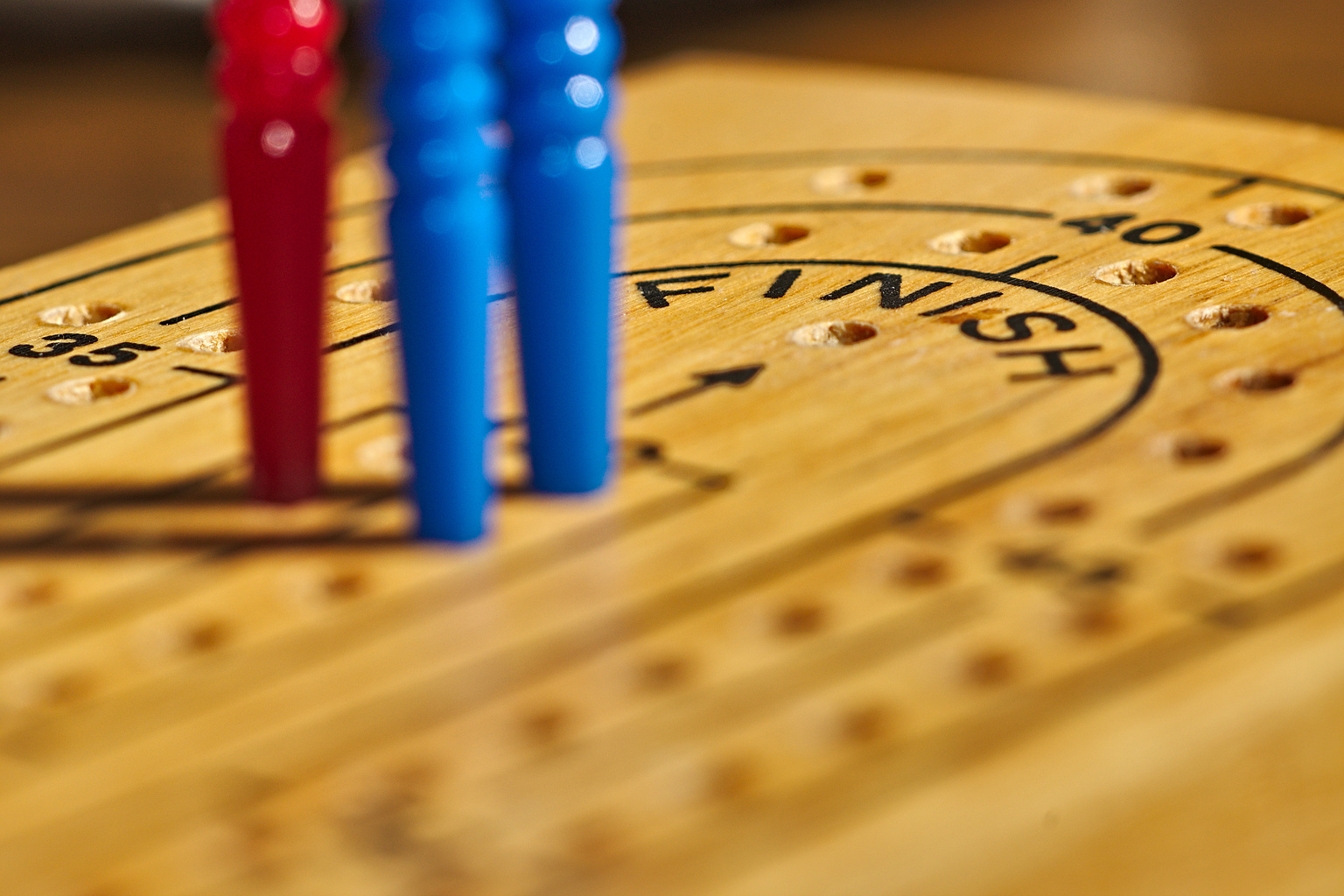
Tavola moderna di legno con segnapunti in plastica colorata, per annotare il punteggio del gioco.

Il cribbage o crib è un gioco di carte tradizionalmente per due giocatori, ma è prevista anche una variante per tre, quattro o più persone. Consiste nello scartare e riunire le carte in varie combinazioni. Sono sue caratteristiche distintive: la tavola utilizzata per segnare il punteggio, il mazzetto detto crib o cassa (una mano indipendente che appartiene al giocatore che distribuisce le carte), due momenti distinti per contare i punti (il gioco e il conteggio; in inglese, rispettivamente, play e show) e un sistema di punteggio proprio che oltre a coppie, tris, poker, scala e colore include anche due punti per ogni combinazione che dia quindici.
Si gioca con un mazzo standard di 52 carte: le carte dall'asso al 10 valgono il loro valore nominale, il Jack, la Donna ed il Re valgono sempre 10.

## Storia
Secondo John Aubrey, il cribbage è stato creato dal poeta inglese John Suckling ad inizi del secolo XVII, come un gioco derivato del gioco denominato noddy. Mentre quest'ultimo è scomparso, il crib è riuscito a sopravvivere, quasi senza alterazioni, essendo uno dei giochi più popolari nel mondo di lingua inglese. L'obiettivo del gioco consiste in essere il primo giocatore che riesce a raggiungere 61 o 121 punti.
La caratteristica è quella di essere un gioco "non egualitario", in quanto un giocatore (la mano maggiore) utilizzerà 8 carte e l'altro (la mano minore) soltanto 4. D'altro canto, il giocatore della mano minore è avvantaggiato, perché nella terza fase conteggerà per primo i propri punti: ciò è basilare nella fase finale del gioco, perché vince non chi fa più punti in assoluto, ma chi per primo supera il traguardo dei 61 o dei 121 punti.

## Regole
Il gioco si sviluppa mediante varie "mani": ogni mano prevede: 1) distribuzione e scarto del crib; 2) il "gioco" e 3) il "conteggio."
Il gioco termina quando, in una qualsiasi di queste tre fasi, un giocatore raggiunge il punteggio prefissato (per 61 o 121), anche nel caso in cui, se alla fine della mano, l'avversario risultasse in possesso di più punti.
Ad ogni mano, cambia il giocatore in possesso del crib (mano maggiore).

### 1. La distribuzione
Ognuno dei giocatori taglia il mazzo di carte e chi prende la carta più bassa dovrà distribuirle. Nel tradizionale gioco a due, darà a ciascun giocatore 6 carte (in caso di tre o quattro giocatori, 5 carte). Una volta distribuite le carte, ogni giocatore sceglie le quattro carte che desidera conservare e ne scarta due (se sono due giocatori) mettendole coperte per formare il "crib" (o "cassa"). Queste carte saranno utilizzate dal distributore (o "mano maggiore", perché conterà i punti con due mazzetti). Quindi, all'avvio ogni giocatore ha quattro carte in mano e la cassa ha quattro carte. Il giocatore alla sinistra del distributore taglia il mazzo e il distributore gira e lascia visibile la carta superiore, denominata iniziale o taglio. Questa carta sarà comune a tutti i giocatori, e potrà essere usata da ognuno per formare combinazioni nella terza fase del gioco (conteggio). Se questa carta risulta essere un Fante (J), il distributore si segna 2 punti. La " carta iniziale" non si usa nella fase di gioco, bensì solo nella fase di conteggio per fare combinazioni.

### 2. Il gioco
Cominciando con il giocatore alla sinistra del distributore, ogni giocatore al proprio turno colloca davanti a sé, senza confonderle con quelle degli altri giocatori, una carta scoperta, contando il valore della somma delle carte presenti (per esempio, il primo giocatore mette un cinque e dice "5", il seguente deposita un sei e dice "11", e così via). Il conto non deve superare 31. Le carte non collocano nel centro della tavola poiché alla fine della fase del "gioco" ogni giocatore deve raccogliere le proprie quattro carte.
Durante questa fase i giocatori annotano i seguenti punti:
- 2 punti per raggiungere esattamente quindici,
- Un punto per ogni elemento di una scala di 3 o più carte (giocate anche non consecutivamente, ad esempio 5, 7, 6)..
- 2 punti per una coppia.
- 6 punti per un tris.
- 12 punti per un poker
- 2 punti per raggiungere esattamente 31.

Se un giocatore non può giocare senza superare 31, dice "Passo". Non è possibile passare volontariamente (cioè se si ha una carta che faccia meno di 31). Quando nessuno dei giocatori può giocare senza superare il 31, il giocatore che ha scartato per ultimo si aggiunge un punto se il conto è inferiore a 31 e due punti se dà esattamente 31. Allora si torna a zero il conto e si continua fino a scartare l'ultima carta. Allora si passa alla fase di "conteggio."

### 3. Il conteggio
Cominciando dal giocatore che si trova alla sinistra del distributore, ciascuno mostra le proprie carte e annota i punti delle combinazioni, contando anche la carta iniziale o taglio. Come detto sopra, i punti sono:
- quindici (2 punti)
- scala (3 punti per tre carte, 4 per quattro...)
- coppia (2 punti)
- tris (6 punti)
- poker (12 punti)
- colore (flush): 4 o 5 carte dello stesso seme (4 o 5 punti)
- Fante (J) dello stesso seme della carta iniziale (nob).

Il giocatore che ha la mano maggiore conteggia prima le carte che ha giocato, poi quelle del crib.

### Muggins
Il Muggins consiste nell'assegnare a se stesso il punteggio che l'avversario non si è accorto di aver conseguito.

### Partita
La partita consiste di più giochi (61 o 121 punti). Le tavole segnapunti hanno anche una sezione in cui si segna ciascuna vittoria. Ecco perché i bastoncini segnapunti sono di solito tre: due per la "staffetta" della partita in corso, l'altro per indicare il numero di partite vinte.

### Skunk
Una variante è data dallo skunk: se un giocatore raggiunge 121 punti prima che l'avversario arrivi a 91 punti, vince due partite. Se fa uno skunk doppio (cioè raggiunge 121 punti prima che l'avversario ne raggiunga 61), vince quattro partite. Se fa un triplo skunk (raggiunge 121 punti prima che il suo avversario ne raggiunga 31), automaticamente vince la partita. Gli skunk doppio e triplo non sono inclusi nei principi ufficiali del cribbage e sono opzionali.